# Тасарык (Абайская область)
Тасарык (каз. Тасарық) — село в Урджарском районе Абайской области Казахстана. Входит в состав Жана тилекского сельского округа. Код КАТО — 636447200.

## Население
В 1999 году население села составляло 523 человека (258 мужчин и 265 женщин). По данным переписи 2009 года, в селе проживало 470 человек (237 мужчин и 233 женщины).